# Mont Narodnaïa
Le mont Narodnaïa (au féminin en russe : Народная ; également (gora) Naroda, (гора) Народа ; Narodnaïa signifie « populaire », gora Naroda « montagne du Peuple ») est le plus haut sommet (altitude 1 895 m) de la chaîne de l'Oural en Russie. Situé dans le district autonome des Khantys-Mansis et à 500 mètres à l'est de la république des Komis, il se trouve dans l'Oural polaire.
Le mont est composé de quartzites du Protérozoïque et du Cambrien ainsi que de roches métamorphiques. Le mont Narodnaïa est entouré de petits glaciers. La partie du mont située à basse altitude est couverte de mélèzes et de bouleaux tandis que la toundra de montagne s'impose aux étages supérieurs.
Le mont a été découvert, baptisé et identifié comme le plus haut sommet de la chaîne ouralienne par l'expédition du géologue A.N Alechkov en 1927. Le nom fait référence à la rivière Naroda, qui prend naissance sur le flanc de la montagne.
La voie la plus facile jusqu'au sommet est une randonnée relativement facile sur le flanc nord-ouest, modérément pentu. En fonction des conditions météorologiques, notamment la neige et la glace, des crampons peuvent être nécessaires. La paroi sud est généralement moins empruntée, en raison d'une pente bien plus abrupte.